# Письмиченко Світлана Вікторівна
Світлана Вікторівна Письмиченко (рос. Светлана Викторовна Письмиченко; нар. 28 листопада 1964, с. Бурлі, Костанайська область, СРСР) — російська акторка кіно, театру та телебачення, Заслужена артистка Росії (2003).

## Життєпис
Світлана Письмиченко народилася 28 листопада 1964 року в селі Бурлі Кустанайської області Казахської РСР.
У 1986 році закінчила Ленінградський державний інститут театру, музики і кінематографії (курс І. П. Владимирова). В цьому ж році вступила в трупу Театру імені Ленсовета.
У 1993 році перемогла в телевізійному конкурсі «Петербурзький ангажемент».
Працює в Театрі імені Ленсовета, бере участь в спектаклях театру «Притулок комедіанта» і Академічного театру Комедії.
Світлана Письмиченко одружена, у неї двоє дітей.
Для ролі у фільмі «Брат» Світлана спеціально навчилася водінню трамваю.

## Вибіркова фільмографія
| Рік  |   | Українська назва           | Оригінальна назва        | Роль                     |
| ---- | - | -------------------------- | ------------------------ | ------------------------ |
| 2018 | с | Мажор-3                    | Мажор-3                  | дружина вбивці           |
| 2016 | с | Слідчий Тихонов            | Следователь Тихонов      | Віра Кузнєцова           |
| 2008 | ф | Морфій (фільм)             | Морфий                   | Пелагея Іванівна         |
| 2001 | с | Вулиці розбитих ліхтарів-3 | Улицы разбитых фонарей-3 | Вірка                    |
| 1997 | ф | Брат                       | Брат                     | Світлана (водій трамваю) |
| 1994 | ф | Замок                      | Замок                    | Фріда                    |

### Озвучення мультфільмів
- Смішарики — Нюша / Лілі (серія «Лілі»)
- Смішарики. Початок — Нюша
- Смішарики. Легенда про золотого дракона — Нюша
- Смішарики. Дежавю — Нюша[2]
- Лунтик та його друзі — Бджоленя (60 серій).

## Нагороди, відзнаки та премії
- 2002 — Лауреат премії Миколи Симонова
- 2003 — Присвоєно звання Заслуженої артистки Російської Федерації[1]
- 2009 — Лауреат премії «Золотий софіт» (за роль у виставі «Добра людина із Сичуані»)